# Peggy Wood
Mary Margaret "Peggy" Wood (født 9. februar 1892, død 18. marts 1978) var en amerikansk skuespiller og sanger.
Hun begyndte at tage sangundervisning i en alder af otte. Da hun var atten, gjorde hun en professionel debut i koret i operetten Naughty Marietta på Broadway.
Hun udviklede sig til en alsidig kunstner, og var en af hovedaktørerne i det amerikanske teater. Hendes repertoire varierede fra musicals til William Shakespeare.
Hun vandt stor popularitet i tv-serien Mama (1949-56). Hun filmede derimod kun sporadisk. Hendes mest kendte rolle er som abbedisse i The Sound of Music (1965), hvor hun synger "Climb Ev'ry Mountain". For denne præstation blev hun nomineret til en Oscar for bedste kvindelige birolle.

## Filmografi (udvalg)
- 1919 – Almost a Husband
- 1934 – Handy Andy
- 1937 – Hollywood bag kulisserne
- 1946 – The Magnificent Doll
- 1965 – Sound of Music